# Titanatemnus alluaudi
Espèce
Titanatemnus alluaudi est une espèce de pseudoscorpions de la famille des Atemnidae.

## Distribution
Cette espèce se rencontre au Kenya et en Somalie.

## Étymologie
Cette espèce est nommée en l'honneur de Charles Alluaud.

## Publication originale
- Vachon, 1935 : Deux nouvelles espèces de Pseudoscorpions Africains Titanatemnus monardi et Titanatemnus alluaudi. Bulletin de la Société Zoologique de France, vol. 60, p. 510-521.